# إلهيات (فلم)
إلهيات أو رائعات (بالفرنسية: Divines)؛ فيلم درامي فرنسي قطري من إخراج هدى بنيامينا. تم عرضه في ليلة المخرجين في مهرجان كان السينمائي لعام 2016. في مهرجان كان فازت هدى بنيامينا بكاميرا الذهب. اختير الفيلم أيضا رسميا لمهرجان تورونتو السينمائي الدولي في قسم ديسكفري. تم عرضه على نتفليكس في جميع أنحاء العالم (باستثناء فرنسا) في 18 نوفمبر 2016.

## القصة
دنيا هي فتاة في سن المراهقة تعيش في ضاحية رومانية في ضواحي باريس مع والدتها وعمة. هي وصديقتها المفضلة ميمونا شغوفون للمال والسرقة من محلات السوبر ماركت ومن ثم إعادة بيعها في الشوارع لزملائهم. للفتاتان مخبأ سري في المنصة من مسرح محلي حيث يراقبون رقصات الراقصات. دجيغوي وهو راقص غير مدرب يلتقط عين دنيا. في يوم ما ميمونة تقوم بتحريض دنيا على البقص عليه وهي تفعل مما أدى إلى مطاردتها في الأسفل. ينزلق وتنقذه دنيا بسحبه من على المنصة.
في المدرسة من المتوقع تدريب دنيا كموظفة استقبال. إنها متمردة ضد معلمها وتسخر من انعدام المال وتتعهد بكسب بمال أكثر من معلمها لتحقيق أحلامها. ريبيكا تاجرة المخدرات المحلية تري الأطفال فيديو لرحلة إلى تايلاند وتخطط للانتقال إلى السياحة الجنسية المتزايدة. مصممة على أن تكون جزءا من عصابة ريبيكا وتلاحظ دنيا إعطائها المخدرات للتاجر سمير. قالت لنا أنها ستصبح تاجرة مخدرات. ريبيكا المعجبة بها توافق على السماح لدنيا ببدء العمل معها.
ريبيكا تعطي دونيا وميمونة سلسلة من المهمات التي أنجزت والعمل على الأعمال المنزلية للتعامل مع المخدرات. ريبيكا تثق في الرجل الغني رضا وتبقي 100,000 يورو في شقته وتخطط دنيا لسرقة المبلغ. لا تزال دنيا تخفي مالها في المسرح ولكن عندما ذهبت فإنها تواجه دجيوي الذي يرفض إعادتها.
سمير يقود دنيا وميمونة للذهاب إلى ملهى ليلي. عندما يغادرون وجدوا أن سمير قد غادر. دنيا تجد سمير يمارس الجنس مع والدتها. دنيا تصفع والدتها ثم تحرق سيارة والدة سمير. عندما يظهر الإطفائيون تلقي دنيا عليهم بالزجاجات وتشاغبهم مما أدى إلى اعتقالها. في مركز الشرطة ميمونة ودنيا توبخان بصوت عال من قبل والدي ميمونة المسلمين المتدينين وريبيكا الغاضبة تصفع دنيا لوقوعها في ورطة مع الشرطة.
دنيا تذهب إلى دجيغوي للحصول على مالها لاستعادة ثقة ريبيكا بها. قال دجيغوي لها عن كيفية التصرف في المعرض والأداء جنبا إلى جنب مع المال. دنيا تذهب مع رضا إلى ناد. تبدأ دنيا بالبحث عن مخبأه السري للمال. اكتشفت من قبل رضا الذي يتفوق عليها بجرأة قبل محاولة اغتصابها. دنيا تقاتله وتسقط رضا ثم تستطيع تحديد موقع المال. تترك بعض المال مع والدتها وتخفي بعضهم لميمونة الذين يعتزمون المغادرة في جولة رقص مع دجوي.
قبل استلامها رسالة من ريبيكا التي تحتجز ميمونة حتى عودة دنيا. تقدم دنيا المال إلى ريبيكا لكنها تلاحظ أن المال ناقص فتهدد دنيا باحراقها. قبل أن يتمكن سمير من إدراك أن المال هو في منزل والدتها ويذهب للحصول عليه. دنيا الغاضبة تهاجم ريبيكا قبل أن تلقي الولاعة فتشتعل النيران. ميمونة استطاعت فتح فتحة التهوية ولكنها غير قادرة على الذهاب من خلالها. هربت ريبيكا وميمونة تحث دنيا على تركها ووجهها مغطى بالبنزين. المال الذي كانوا يتقاتلون عليه كان يحترق خلفهم. الإطفائيون يصلون في الوقت المناسب ولكنهم ينتظرون في الخارج لأنه لا يسمح لهم بالإطفاء من دون وجود شرطة مكافحة الشغب. دنيا تطالبهم بإنقاذ صديقتها لكنهم غير متحمسين وينفجر المبنى مما أسفر عن مقتل ميمونة. تشهد شغب عند وصول الشرطة.

## البطولة

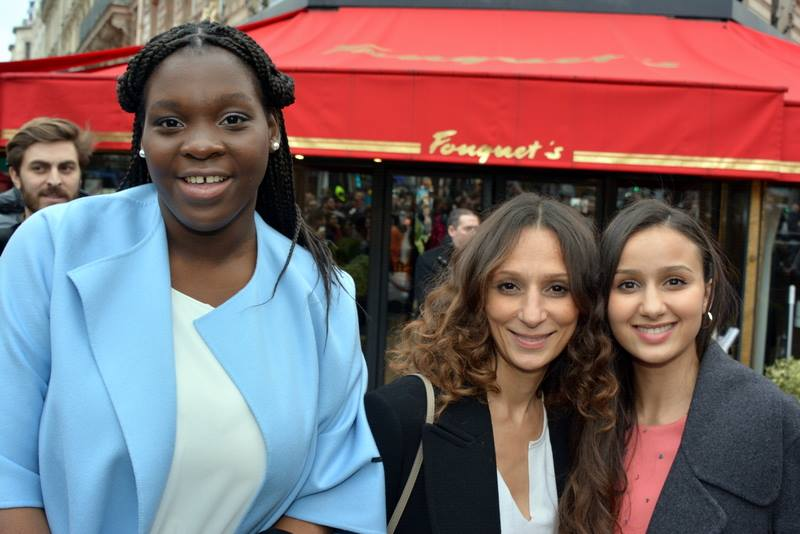
من اليسار إلى اليمين: الممثلة ديبورا لوكوموينا والمخرجة هدى بنيامينا والممثلة أولايا عمامرة ينتظرون الغداء لتناوله في حفل جائزة سيزار 42.

- أولايا عمامرة في دور دنيا
- ديبورا لوكوموينا في دور ميمونة
- كيفين ميشيل في دور دجيغوي
- جيسكا كالفاندا في دور ريبيكا
- ياسين حويشة في دور سمير
- مجدولين الإدريسي في دور ميريام
- منير مارجوم في دور كاساندرا
- فريد العربي في دور رضا

## الجوائز والتكريمات
| قائمة الترشيحات                  | قائمة الترشيحات | قائمة الترشيحات                                          | قائمة الترشيحات                          | قائمة الترشيحات | قائمة الترشيحات |
| المهرجان                         | التاريخ         | الفئة                                                    | المستلم                                  | النتيجة         |                 |
| -------------------------------- | --------------- | -------------------------------------------------------- | ---------------------------------------- | --------------- | --------------- |
| مهرجان كان السينمائي 2016        | 22 مايو 2016    | كاميرا الذهب                                             | هدى بنيامينا                             | فوز             |                 |
| جائزة سيزار                      | 24 فبراير 2017  | أفضل فيلم                                                | مارك-بينوا كريانسيه                      | رُشِّح             |                 |
| جائزة سيزار                      | 24 فبراير 2017  | أفضل مخرج                                                | هدى بنيامينا                             | رُشِّح             |                 |
| جائزة سيزار                      | 24 فبراير 2017  | أفضل ممثلة مساعدة                                        | ديبورا لوكوموينا                         | فوز             |                 |
| جائزة سيزار                      | 24 فبراير 2017  | أفضل ممثلة واعدة                                         | أولايا عمامرة                            | فوز             |                 |
| جائزة سيزار                      | 24 فبراير 2017  | أفضل سيناريو                                             | رومين كومبينجت وهدى بنيامينا ومالك روميو | رُشِّح             |                 |
| جائزة سيزار                      | 24 فبراير 2017  | أفضل تحرير                                               | لويك لاليماند وفنسنت تريكون              | رُشِّح             |                 |
| جائزة سيزار                      | 24 فبراير 2017  | أفضل فيلم عرض أول                                        | هدى بنيامينا                             | فوز             |                 |
| مهرجان ميونيخ السينمائي الدولي   | يوليو 2016      | جائزة سينيفيسيون (أفضل فيلم من قبل مخرج جديد غير ألماني) | هدى بنيامينا                             | فوز             |                 |
| جوائز غلوب دي كريستال            | 30 يناير 2017   | أفضل فيلم                                                |                                          | رُشِّح             |                 |
| جائزة الغولدن غلوب               | 8 يناير 2017    | أفضل فيلم بلغة أجنبية                                    |                                          | رُشِّح             |                 |
| مهرجان هامبتونس السينمائي الدولي | 10 أكتوبر 2016  | أفضل سرد فيلم عرض للمرة الأولى                           | هدى بنيامينا                             | شرفية           |                 |
| مهرجان لندن السينمائي            | 16 أكتوبر 2016  | جائزة سوثيرلاند (أفضل فيلم عرض للمرة الأولى في المهرجان) | أودا بنيامينا وأولايا عمامرة             | ثناء خاص        |                 |
| جوائز الأضواء                    | 30 يناير 2017   | أفضل ممثلة واعدة                                         | أولايا عمامرة                            | فوز             |                 |
| جوائز الأضواء                    | 30 يناير 2017   | أفضل ممثلة واعدة                                         | ديبورا لوكوموينا                         | فوز             |                 |
| جوائز الأضواء                    | 30 يناير 2017   | أفضل ظهور جديد                                           |                                          | فوز             |                 |